# Coenosia spinifemorata
Coenosia spinifemorata este o specie de muște din genul Coenosia, familia Muscidae, descrisă de Xue în anul 2006. Conform Catalogue of Life specia Coenosia spinifemorata nu are subspecii cunoscute.